# Arthur I. Boreman
Arthur I. Boreman, född 24 juli 1823 i Waynesburg, Pennsylvania, död 19 april 1896 i Parkersburg, West Virginia, var en amerikansk republikansk politiker. Han var den första guvernören i delstaten West Virginia 1863-1869. Han representerade West Virginia i USA:s senat 1869-1875.
Boreman studerade juridik och inledde 1843 sin karriär som advokat i Virginia. Han var ledamot av Virginia House of Delegates, underhuset i delstatens lagstiftande församling, 1855-1861.
När West Virginia 1863 blev delstat, valdes Boreman till guvernör. Han avgick 1869 som guvernör i samband med att han blev invald i USA:s senat. Efter en mandatperiod i senaten bestämde sig Boreman att inte ställa upp till omval.
Boremans grav finns på begravningsplatsen Parkersburg Memorial Gardens i Parkersburg.